# Sergi López
Sergi López i Ayats (Vilanova i la Geltrú, 22 dicembre 1965) è un attore spagnolo.

## Biografia
Nel 1999 alla 56ª Mostra internazionale d'arte cinematografica di Venezia, vinse il Premio Pasinetti per la sua interpretazione nel film Una relazione privata. Per la sua interpretazione in Harry, un amico vero ha vinto l'European Film Awards per il miglior attore nel 2000 e il Premio César per il migliore attore nel 2001.

## Filmografia parziale
- Western - Alla ricerca della donna ideale (Western), regia di Manuel Poirier (1997)
- Una relazione al femminile - La Nouvelle Ève (La Nouvelle Ève), regia di Catherine Corsini (1999)
- Una relazione privata (Une liaison pornographique), regia di Frédéric Fonteyne (1999)
- Rien à faire, regia di Marion Vernoux (1999)
- Harry, un amico vero (Harry un ami qui vous veut du bien), regia di Dominik Moll (2000)
- Regine per un giorno (Reines d'un jour), regia di Marion Vernoux (2001)
- Solo mia (Sólo mía), regia di Javier Balaguer (2001)
- Piccoli affari sporchi (Dirty Pretty Things), regia di Stephen Frears (2002)
- Jet Lag (Décalage horaire), regia di Danièle Thompson (2002)
- Incontri d'amore (Peindre ou faire l'amour), regia di Arnaud e Jean-Marie Larrieu (2005)
- Il labirinto del fauno (El laberinto del fauno), regia di Guillermo del Toro (2006)
- Ricky - Una storia d'amore e libertà (Ricky), regia di François Ozon (2009)
- Map of the Sounds of Tokyo (Drammatico), regia di Isabel Coixet (2009)
- Les derniers jours du monde, regia di Arnaud e Jean-Marie Larrieu (2009)
- L'amante inglese (Partir), regia di Catherine Corsini (2009)
- Potiche - La bella statuina (Potiche), regia di François Ozon (2010)
- Tango Libre, regia di Frédéric Fonteyne (2012)
- Michael Kohlhaas, regia di Arnaud des Pallières (2013)
- Le Beau Monde, regia di Julie Lopes-Curval (2014)
- Perfect Day (A Perfect Day), regia di Fernando León de Aranoa (2015)
- Vingt et une nuits avec Pattie, regia di Arnaud e Jean-Marie Larrieu (2015)
- La prossima pelle (La propera pell), regia di Isa Campo e Isaki Lacuesta (2016)
- Quattro vite (Orpheline), regia di Arnaud des Pallières (2016)
- Lazzaro felice, regia di Alice Rohrwacher (2018)
- L'uomo che uccise Don Chisciotte (The Man Who Killed Don Quixote), regia di Terry Gilliam (2018)
- I profumi di Madame Walberg (Les Parfums), regia di Grégory Magne (2019)
- Donne di mondo (Filles de joie), regia di Frédéric Fonteyne e Anne Paulicevich (2020)
- Il matrimonio di Rosa (La boda de Rosa), regia di Icíar Bollaín (2020)
- Rifkin's Festival, regia di Woody Allen (2020)
- Open Arms - La legge del mare (Mediterráneo), regia di Marcel Barrena (2021)
- Pacifiction - Un mondo sommerso (Pacifiction - Tourment sur les îles), regia di Albert Serra (2022)
- Maldoror, regia di Fabrice Du Welz (2024)
- Sirât, regia di Óliver Laxe (2025)

## Doppiatori italiani
Nelle versioni in italiano delle opere in cui ha recitato, Sergi Lopez è stato doppiato da:
- Pasquale Anselmo in Piccoli affari sporchi, Ricky - Una storia d'amore e libertà, L'amante inglese, Il matrimonio di Rosa
- Luigi Ferraro in Una relazione privata, Harry, un amico vero, Jet Lag, Open Arms - La legge del mare
- Paolo Marchese in Tango Libre, L'uomo che uccise Don Chisciotte
- Massimo Rossi in Solo mia
- Rodolfo Bianchi in Il labirinto del fauno
- Sergio Lucchetti ne La prossima pelle
- Dario Oppido in Quattro vite
- Fabrizio Vidale in Rifkin's Festival
- Domenico Strati in Pacifiction - Un mondo sommerso
- Simone Mori in Mano de Hierro